# Hugo Raes
Hugo Leonard Siegfried Raes (Antwerpen, 26 mei 1929 – aldaar, 23 september 2013) was een Vlaams prozaschrijver en dichter.

## Biografie
Hugo Raes was een zoon van onderwijzer Camiel Raes en Jeanne Camerlynck. In 1949 werd Raes opgeroepen voor militaire dienst. Hij werkte als vertaler in Brussel en ontmoette er Fernand Auwera en Jan Christiaens. Met z'n drieën staan ze mee aan de wieg van De Nevelvlek, een avant-garde kunstenaarsgroep onder leiding van Frans Buyens, die het jaar daarop Raes als voorzitter van de vereniging overneemt. Omdat de economische situatie slecht was, volgde Raes in 1952 een opleiding tot leraar Nederlands, Engels en Duits, maar het duurde jaren voordat hij een vaste baan kreeg. De ervaringen met de onderwijssituatie, die hij als deprimerend ervoer, verwerkte hij in de roman Een faun met kille horentjes. In 1953 trouwde hij met zijn jeugdvriend Josette Tillemans. Het jaar daarop werd een zoon geboren, een dochter in 1957 en het paar scheidde in 1963. Twee jaar later trouwde hij met kleuterjuf Marie-Thérèse Vandebotermet.

## Werken
In het begin van zijn schrijverscarrière schreef hij voornamelijk gedichten, zoals Jagen en gejaagd worden (1954) en Afro-europees (1957). Daarna legde hij zich uitsluitend toe op het proza. Zijn sociaal-georiënteerde romans sluiten aan bij de existentialistische stroming. Raes debuteerde in 1957 bij De Bezige Bij met de verhalenbundel Links van de helikopterlijn. Zijn eerste roman, De vadsige koningen, verscheen in 1961. Raes blonk volgens Paul De Wispelaere vooral uit als schrijver van korte, spannende verhalen.
Grote delen van Raes's werk zijn toe te schrijven aan het fantastische, deels in de traditie van de Vlaamse fantasten staat, deels de Angelsaksische science-fiction. Zijn boeken zijn vertaald in het Duits, Frans, Roemeens, Pools en Sloveens.
Voor De lotgevallen werd Hugo Raes in 1969 de Lucy B. en C.W. van der Hoogtprijs toegewezen. Met Het smaran verwierf Raes de Dirk Martensprijs van de stad Aalst en in 1975 de Driejaarlijkse Staatsprijs voor het proza.
Op de zevende sterfdag van Hugo Raes maakte de Antwerpse uitgeverij Karakters bekend het werk van Hugo Raes opnieuw te gaan uitgeven.

### Romans en verzamelbundels
- Jagen en gejaagd worden (1954)
- Afro-europees (1957)
- Links van de helikopterlijn (1957)
- De vadsige koningen (1961)
- Een tijdelijk monument (1962)
- Hemel en dier (1964)
- Een faun met kille horentjes (1966)
- Bankroet van een charmeur (1967)
- De lotgevallen (1968)
- Reizigers in de anti-tijd (1970)
- Explosie (1972)
- Het smarán (1973)
- De Vlaamse Reus (1974)
- Brandstichting tegen de tijd (1976)
- Trapezenwerk in het luchtledige (1976)
- De verwoesting van Hyperion (1978)
- Verzamelde verhalen (1979)
- Het jarenspel (1981)
- De goudwaterbron: Een vertelling (1986)
- De Gektewind (1988)
- De strik (1988)
- De Spaanse sjaal (1989)
- Verhalen (1998)
- Een aquarel van de tijd (2001)

### Korte verhalen en science-fiction
- De Desintegratie (1957)
- De Schildpad (1957)
- De Morgen (1961)
- Een Zonsopgang (1963)
- De Klok met Zes Wijzers (1974)